# بنابه مرق
بنابه مرق، روستایی از توابع بخش برزک شهرستان کاشان در استان اصفهان ایران است.

## جمعیت
این روستا در دهستان بابا افضل قرار دارد و براساس سرشماری مرکز آمار ایران در سال ۱۳۸۵، جمعیت آن ۳۸ نفر (۱۲خانوار) بوده‌است.